# Umri muški
Umri muški (eng. Die Hard) je američki akcijski triler  Johna McTiernana iz 1988. s Bruceom Willisom u glavnoj ulozi. Film je bio veliki komercijalni i kritički uspjeh, a lansirao je i Willisovu karijeru, nakon čega je dobivao akcijske, dramske i glazbene uloge.
Film je zasnovan na romanu Rodericka Thorpa iz 1979., Nothing Lasts Forever. Sami roman bio je nastavak knjige Detektiv, koja je 1968. ekranizirana na filmu, a u glavnoj ulozi pojavio se Frank Sinatra.

## Radnja
Njujorški policajac John McClane (Bruce Willis) dolazi na Badnjak u Los Angeles kako bi praznike proveo sa svojom obitelji. Stiže u zgradu korporacije Nakatomi, na prijem priređen na radnom mjestu njegove žene. Sasvim neočekivano, grupa međunarodnih terorista na čelu s Hansom Gruberom (Alan Rickman), preuzima kontrolu nad zgradom, držeći kao taoce sve koji su se u njoj zatekli, kako bi se dokopali 600 milijuna dolara obveznica iz trezora koji se nalaze u zgradi. Pozvan je FBI da riješi ovu situaciju, ali John McClane ima sasvim drugačije planove za teroriste...

## Zanimljivosti
- U zadnjoj sceni, u kojoj se Karl odjednom ponovno pojavljuje kako bi ubio McClanea, čuje se glazba  Jamesa Hornera, iz filma Aliens.
- U  njemačkoj verziji filma imena njemačkih teorista izmijenjena su u englesku formu (najviše u njihove britanske ekvivalente): tako je Hans postao Jack, Karl je postao Charlie, Heinrich Henry itd. Tako su njemački teroristi postali  irski radikali koji su radije pošli za profitom nego za idealima, što je dovelo do nekih zabuna. Imena su prevedena jer je terorizam u tadašnjoj Njemačkoj bio osjetljiva tema.
- Zgrada Nakatomi je zapravo sjedište 20th Century Foxa. Kompanija je sama zakupila svoju vlastitu zgradu kako bi se omogućila produkcija.

## Zarada i kritike
Kad je film objavljen, smatrao se jednim od najboljih akcijskih filmova svoje ere. Često se ističe kako je ponovno privukao pozornost za akcijske trilere kao što su Pod opsadom, Putnik 57 i  Brzina. Film je zaslužan i za kreiranje arhetipa "akcijskog junaka" koji je više "pogrešiv" i antijunaka koji nosi par krpica na sebi, rijetko progovara (obično rečenice s jednom riječju) i uvijek ima surov izraz lica. Film je u Americi zaradio 80,707,729 dolara.
Kritičari su ga hvalili, a snimljena su i četiri nastavka. U izdanju časopisa Entertaimnent Weekley od 22. lipnja 2007., proglašen je najboljim akcijskim filmom svih vremena.

## Nastavci
Snimljena su i četiri nastavka:
- Umri muški 2 iz 1990.
- Umri muški 3 iz 1995.
- Umri muški 4.0 iz 2007.
- Umri muški: Dobar dan za umiranje iz 2013.

## Vanjske poveznice
- Umri muški u internetskoj bazi filmova IMDb-a
- Scenarij  Arhivirana inačica izvorne stranice od 4. siječnja 2010. (Wayback Machine)
- Analiza scenarija  Arhivirana inačica izvorne stranice od 10. srpnja 2007. (Wayback Machine)
- RottenTomatoes Aggregate reviews of Die Hard